# Rigi

Rigi 3D

Rigi – szczyt w paśmie Schweizer Voralpen, części Alp Zachodnich. Leży w Szwajcarii w kantonie Schwyz.
Masyw Rigi, obejmujący również leżące w jednej linii szczyty Scheidegg (1659 m n.p.m.) i Hoflue (1699 m n.p.m.), wyciągnięty w osi południowy wschód - północny zachód na długości blisko 16 km, stanowi swego rodzaju górską "wyspę", otoczoną terenami leżącymi 1200–1300 m niżej. Tereny te w większości zajęte są przez duże zbiorniki wodne: Jezioro Czterech Kantonów (od południa i zachodu), jezioro Zug (od północy) i jezioro Lauerz (od północnego wschodu).
Nazwa stanowi skrót pochodzący od łacińskiego wyrażenia Regina montium (pol. Królowa Gór). Na szczycie znajduje się stacja przekaźnikowa radiowo-telewizyjna szwajcarskiego operatora SRG SSR idée suisse z wysokim masztem oraz automatyczna stacja meteorologiczna.
Z uwagi na swoje usytuowanie tuż ponad wspomnianymi jeziorami i rozciągającą się ze szczytu imponującą panoramę Rigi już w XVIII w. była celem licznych wycieczek turystycznych. Do tradycji należało wejście na szczyt, spędzenie nocy pod gołym niebem lub namiotem, a następnie podziwianie wschodu słońca nad Alpami z wierzchołka, zwanego „Kulm”.
Obecnie prowadzą nań dwie linie kolei zębatej (Rigi Bahnen) oraz jedna kolej linowa. W zimie jest tu ruchliwy ośrodek narciarstwa zjazdowego.
Z górą związane są legendarne postacie - Chlyni Lüüt.
W dniu 28 sierpnia 1830 roku na szczyt weszli wspólnie trzej polscy poeci romantyczni - Adam Mickiewicz, Zygmunt Krasiński i Antoni Edward Odyniec. Panoramę Alp widoczną ze szczytu opisał Krasiński w pełnym zachwytów liście do ojca, Wincentego Krasińskiego (5 IX 1830). 14 sierpnia 1834 r. na Rigi stanął - wraz z towarzyszami (bracia Antoni (1812-1844), Feliks (1815-1870) i Kazimierz (1816-1875) Wodzińscy oraz Juliusz Grużewski (1808-1865)) swej alpejskiej wędrówki - młody Juliusz Słowacki, który tak pisał w liście do matki, Salomei Bécu, datowanym w Genewie 21-23 sierpnia tegoż roku: Na tę górę wchodzą wszyscy podróżni - widok z niej rozleglejszy, ale mniej piękny. Góry śniegowe w oddaleniu nie przerażają wielkością swoją rozumu, a nawet imaginacji człowieka. Można z niej patrzeć na Szwajcarią bez przerażenia (...). W dniu 20 września 1847 na Rigi wszedł kolejny poeta romantyczny, Seweryn Goszczyński (w towarzystwie Leona Chrzanowskiego) - widoki ze szczytu opisywał jako "niezmierne".
W 1819 r. pod szczytem wzniesiono duży hotel górski „Rigi-Kulm”. Po wybudowaniu docierających do niego wspomnianych „Rigi Bahnen” popularne stały się wśród turystów przyjazdy na jedną noc, by następnie przed świtem wydrapać się na sam wierzchołek w celu podziwiania wschodu słońca. W humorystyczny sposób opisał to francuski pisarz Alphonse Daudet w powieści „Przygody Tartarina w Alpach”.